# Cantone di Aubière
Il Cantone di Aubière è una divisione amministrativa dell'arrondissement di Clermont-Ferrand.
A seguito della riforma approvata con decreto del 21 febbraio 2014, che ha avuto attuazione dopo le elezioni dipartimentali del 2015, non ha subìto modifiche.

## Composizione
Comprende i comuni di
- Aubière
- Pérignat-lès-Sarliève
- Romagnat